# Abbéville-lès-Conflans
Pour les articles homonymes, voir Abbeville (homonymie) et Conflans.
Abbéville-lès-Conflans (Aubeuvelle en Lorrain) est une commune française située dans le département de Meurthe-et-Moselle en région Grand Est. La commune a pris l'actuel nom officiel en 1939, « afin d’éviter toute confusion, dans les transmissions postales et le transport des marchandises, avec la commune d’Abbeville qui fait partie du département de la Somme. ». Auparavant, elle était désignée sous le nom Abbéville, encore utilisé dans le langage courant.

## Géographie
Abbéville est située à environ 5 km au nord de Conflans-en-Jarnisy, environ 10 km au sud-est de Val de Briey (chef-lieu d'arrondissement) et environ 58 km au nord-ouest de Nancy (chef-lieu de département et de région).
|              | Ozerailles, Les Baroches | Valleroy |
| Thumeréville | Abbéville-lès-Conflans   | Hatrize  |
| Boncourt     | Conflans-en-Jarnisy      | Labry    |

### Hydrographie

#### Réseau hydrographique
La commune est dans le bassin versant du Rhin au sein du bassin Rhin-Meuse. Elle est drainée par le ruisseau des Rus, le ruisseau du Bois de Woivre et le ruisseau le Grijolot,.

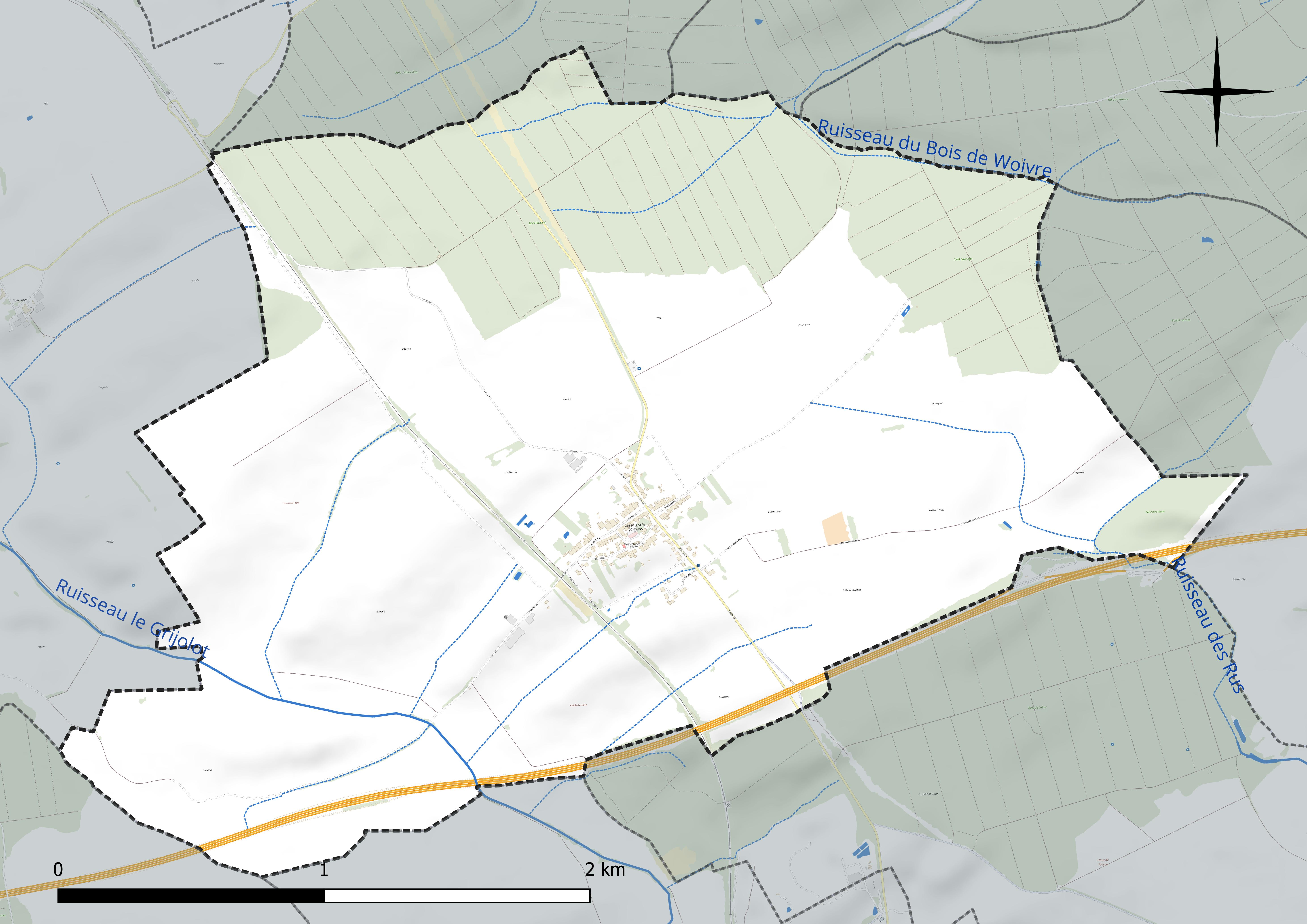
Réseau hydrographique d'Abbéville-lès-Conflans.

#### Gestion et qualité des eaux
Le territoire communal est couvert par le schéma d'aménagement et de gestion des eaux (SAGE) « Bassin ferrifère ». Ce document de planification concerne le périmètre des anciennes galeries des mines de fer, des aquifères et des bassins versants hydrographiques associés qui s’étend sur 2 418 km2. Les bassins versants concernés sont celui de la Chiers en amont de la confluence avec l'Othain, et ses affluents (la Crusnes, la Pienne, l'Othain), celui de l'Orne et ses affluents et celui de la Fensch, le Veymerange, la Kiesel et les parties françaises du bassin versant de l'Alzette et de ses affluents (Kaylbach, ruisseau de Volmerange). Il a été approuvé le 27 mars 2015. La structure porteuse de l'élaboration et de la mise en œuvre est la région Grand Est.
La qualité des cours d’eau peut être consultée sur un site dédié géré par les agences de l’eau et l’Agence française pour la biodiversité.

### Climat
Pour des articles plus généraux, voir Climat du Grand Est et Climat de Meurthe-et-Moselle.
En 2010, le climat de la commune est de type climat des marges montargnardes, selon une étude du Centre national de la recherche scientifique s'appuyant sur une série de données couvrant la période 1971-2000. En 2020, Météo-France publie une typologie des climats de la France métropolitaine dans laquelle la commune est exposée à un climat semi-continental et est dans la région climatique Lorraine, plateau de Langres, Morvan, caractérisée par un hiver rude (1,5 °C), des vents modérés et des brouillards fréquents en automne et hiver.
Pour la période 1971-2000, la température annuelle moyenne est de 9,6 °C, avec une amplitude thermique annuelle de 16,6 °C. Le cumul annuel moyen de précipitations est de 829 mm, avec 12,6 jours de précipitations en janvier et 9,3 jours en juillet. Pour la période 1991-2020, la température moyenne annuelle observée sur la station météorologique de Météo-France la plus proche, « Doncourt-lès-Conflans », sur la commune de Doncourt-lès-Conflans à 9 km à vol d'oiseau, est de 10,7 °C et le cumul annuel moyen de précipitations est de 710,3 mm. 
La température maximale relevée sur cette station est de 40,9 °C, atteinte le 25 juillet 2019 ; la température minimale est de −16,5 °C, atteinte le 26 décembre 2010,,.
Les paramètres climatiques de la commune ont été estimés pour le milieu du siècle (2041-2070) selon différents scénarios d'émission de gaz à effet de serre à partir des nouvelles projections climatiques de référence DRIAS-2020. Ils sont consultables sur un site dédié publié par Météo-France en novembre 2022.

## Urbanisme

### Typologie
Au 1er janvier 2024, Abbéville-lès-Conflans est catégorisée commune rurale à habitat dispersé, selon la nouvelle grille communale de densité à sept niveaux définie par l'Insee en 2022.
Elle est située hors unité urbaine. Par ailleurs la commune fait partie de l'aire d'attraction de Jarny, dont elle est une commune de la couronne,. Cette aire, qui regroupe 8 communes, est catégorisée dans les aires de moins de 50 000 habitants,.

### Occupation des sols
L'occupation des sols de la commune, telle qu'elle ressort de la base de données européenne d’occupation biophysique des sols Corine Land Cover (CLC), est marquée par l'importance des territoires agricoles (74,7 % en 2018), en augmentation par rapport à 1990 (71,5 %). La répartition détaillée en 2018 est la suivante : 
terres arables (60,7 %), forêts (25,3 %), prairies (9,3 %), zones agricoles hétérogènes (4,7 %). L'évolution de l’occupation des sols de la commune et de ses infrastructures peut être observée sur les différentes représentations cartographiques du territoire : la carte de Cassini (XVIIIe siècle), la carte d'état-major (1820-1866) et les cartes ou photos aériennes de l'IGN pour la période actuelle (1950 à aujourd'hui).

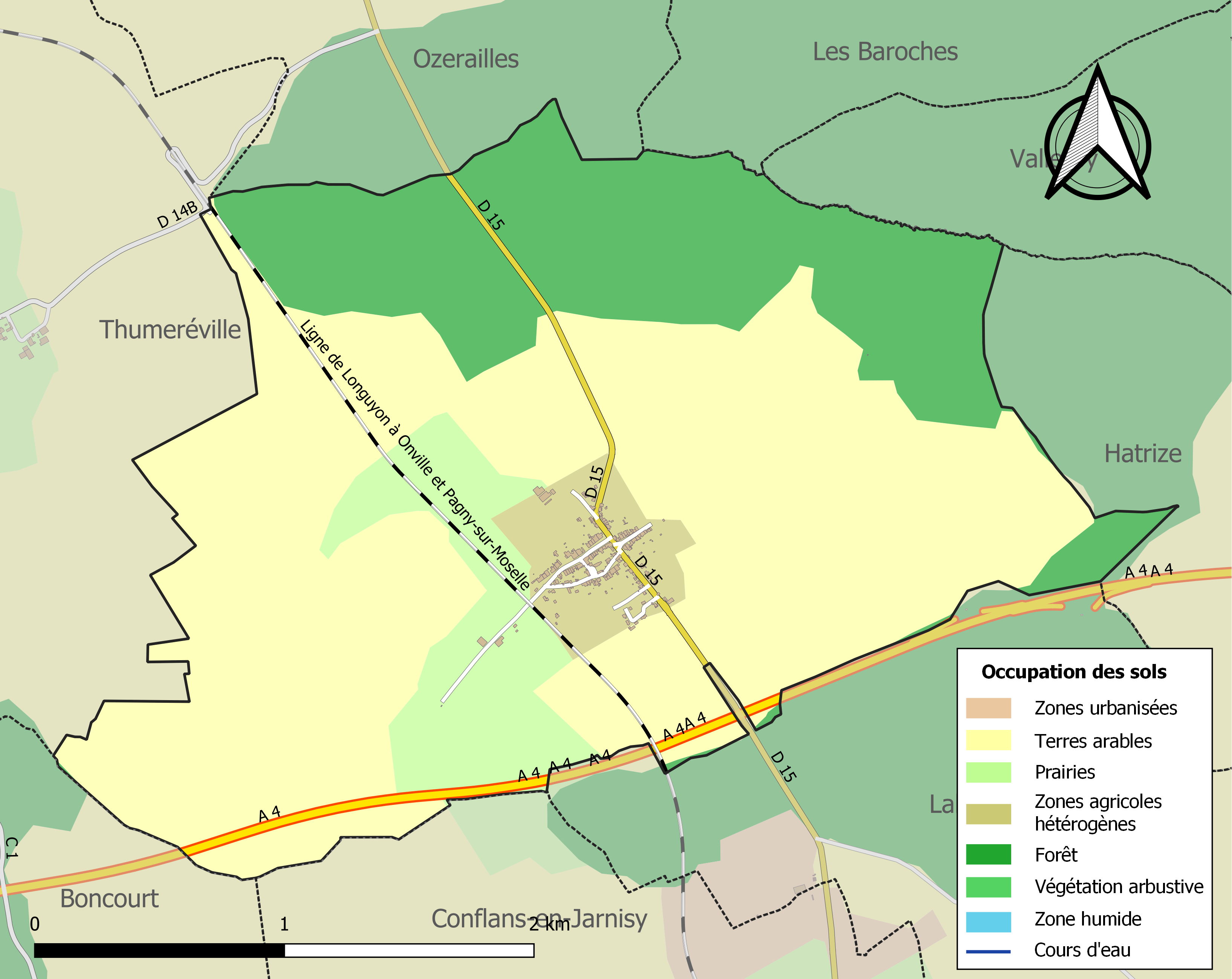
Carte des infrastructures et de l'occupation des sols de la commune en 2018 (CLC).

## Toponymie
Abbatis villa. Abbeville (1793), Abbéville-lès-Conflans (1939).
Il s'agit d'une formation toponymique médiévale en -ville au sens ancien de « domaine rural, village » dont le premier élément Abbé- représente un anthroponyme lié à une fonction ou un surnom, c'est-à-dire abbé, d'où le sens global de « domaine rural ou village des abbés »
La préposition « lès » permet de signifier la proximité d'un lieu géographique par rapport à un autre lieu. En règle générale, il s'agit d'une localité qui tient à se situer par rapport à une ville voisine plus grande. La commune française de Abbéville indique qu'elle se situe près de Conflans.

## Histoire
En 1817, Abbéville, village de l'ancienne province du Barrois. À cette époque, il y avait 396 habitants répartis dans 81 maisons.

## Politique et administration

### Liste des maires
| Période | Période  | Identité       | Étiquette | Qualité                     |
| ------- | -------- | -------------- | --------- | --------------------------- |
| 2001    | En cours | Daniel Poleggi | PS        | Réélu en 2008, 2014 et 2020 |

### Tendances politiques et résultats
Lors des élections européennes de 2019, le vote à Abbéville-lès-Conflans présente un taux de participation supérieur à la moyenne (59,68 % contre 50,12 % au niveau national). La liste de la République en Marche y arrive en tête avec 20,95 % des suffrages, contre 22,41 % au niveau national. La liste du Rassemblement national, obtient 19,05 % des suffrages contre 23,31 % au niveau national. La liste Europe-Écologie-Les Verts y réalise un score de 9,52 % des voix contre 13,48 % au niveau national. Les listes Les Républicains, la France Insoumise, et le Parti Socialiste arrivent eux-æquo avec 8,57 % des suffrages, contre respectivement 8,48 %, 6,31% et 6,13%. Debout la France de 7,62 % des suffrages contre 3,51 % au niveau national. Génération.s obtient 5,71 % des voix contre 3,27 % au niveau national. Les autres listes obtiennent des scores inférieurs à 5 %.
Le résultat de l'élection présidentielle de 2012 dans cette commune est le suivant :
| Candidat       | Candidat                    | Premier tour | Premier tour | Second tour | Second tour |
| Candidat       | Candidat                    | Voix         | %            | Voix        | %           |
| -------------- | --------------------------- | ------------ | ------------ | ----------- | ----------- |
|                | Eva Joly (EÉLV)             | 1            | 0,59         |             |             |
|                | Marine Le Pen (FN)          | 30           | 17,65        |             |             |
|                | Nicolas Sarkozy (UMP)       | 37           | 21,76        | 67          | 40,85       |
|                | Jean-Luc Mélenchon (FG)     | 32           | 18,82        |             |             |
|                | Philippe Poutou (NPA)       | 3            | 1,76         |             |             |
|                | Nathalie Arthaud (LO)       | 0            | 0,00         |             |             |
|                | Jacques Cheminade (SP)      | 0            | 0,00         |             |             |
|                | François Bayrou (MoDem)     | 21           | 12,35        |             |             |
|                | Nicolas Dupont-Aignan (DLR) | 2            | 1,18         |             |             |
|                | François Hollande (PS)      | 44           | 25,88        | 97          | 59,15       |
|                |                             |              |              |             |             |
| Inscrits       | Inscrits                    | 190          | 100,00       | 190         | 100,00      |
| Abstentions    | Abstentions                 | 16           | 8,42         | 16          | 8,42        |
| Votants        | Votants                     | 174          | 91,58        | 174         | 91,58       |
| Blancs et nuls | Blancs et nuls              | 4            | 2,30         | 10          | 5,75        |
| Exprimés       | Exprimés                    | 170          | 97,70        | 164         | 94,25       |

Le résultat de l'élection présidentielle de 2017 dans cette commune est le suivant :
| Candidat    | Candidat                    | Premier tour | Premier tour | Deuxième tour | Deuxième tour |  |
| Candidat    | Candidat                    | %            | Voix         | %             | Voix          |  |
| ----------- | --------------------------- | ------------ | ------------ | ------------- | ------------- |  |
|             | Nicolas Dupont-Aignan (DLF) | 3,73         | 6            |               |               |  |
|             | Marine Le Pen (FN)          | 24,84        | 40           | 34,56         | 47            |  |
|             | Emmanuel Macron (EM)        | 20,50        | 33           | 65,44         | 89            |  |
|             | Benoît Hamon (PS)           | 3,73         | 6            |               |               |  |
|             | Nathalie Arthaud (LO)       | 0,00         | 0            |               |               |  |
|             | Philippe Poutou (NPA)       | 0,62         | 1            |               |               |  |
|             | Jacques Cheminade (SP)      | 0,00         | 0            |               |               |  |
|             | Jean Lassalle (RES)         | 0,62         | 1            |               |               |  |
|             | Jean-Luc Mélenchon (LFI)    | 27,95        | 45           |               |               |  |
|             | François Asselineau (UPR)   | 0,00         | 0            |               |               |  |
|             | François Fillon (LR)        | 18,01        | 29           |               |               |  |
|             |                             |              |              |               |               |  |
| Inscrits    | Inscrits                    | 192          | 100,00       | 192           | 100,00        |  |
| Abstentions | Abstentions                 | 26           | 13,54        | 33            | 17,19         |  |
| Votants     | Votants                     | 166          | 86,46        | 159           | 82,81         |  |
| Blancs      | Blancs                      | 4            | 2,41         | 20            | 12,58         |  |
| Nuls        | Nuls                        | 1            | 0,60         | 3             | 1,89          |  |
| Exprimés    | Exprimés                    | 161          | 96,99        | 136           | 85,53         |  |

## Démographie
L'évolution du nombre d'habitants est connue à travers les recensements de la population effectués dans la commune depuis 1793. Pour les communes de moins de 10 000 habitants, une enquête de recensement portant sur toute la population est réalisée tous les cinq ans, les populations de référence des années intermédiaires étant quant à elles estimées par interpolation ou extrapolation. Pour la commune, le premier recensement exhaustif entrant dans le cadre du nouveau dispositif a été réalisé en 2004.

En 2022, la commune comptait 237 habitants, en évolution de +6,28 % par rapport à 2016 (Meurthe-et-Moselle : −0,13 %, France hors Mayotte : +2,11 %).
| 1793 | 1800 | 1806 | 1821 | 1836 | 1841 | 1861 | 1866 | 1872 |
| ---- | ---- | ---- | ---- | ---- | ---- | ---- | ---- | ---- |
| 460  | 339  | 420  | 418  | 436  | 406  | 406  | 398  | 367  |

| 1876 | 1881 | 1886 | 1891 | 1896 | 1901 | 1906 | 1911 | 1921 |
| ---- | ---- | ---- | ---- | ---- | ---- | ---- | ---- | ---- |
| 433  | 331  | 341  | 323  | 312  | 302  | 301  | 301  | 251  |

| 1926 | 1931 | 1936 | 1946 | 1954 | 1962 | 1968 | 1975 | 1982 |
| ---- | ---- | ---- | ---- | ---- | ---- | ---- | ---- | ---- |
| 253  | 240  | 232  | 251  | 270  | 242  | 219  | 201  | 186  |

| 1990 | 1999 | 2004 | 2006 | 2009 | 2014 | 2019 | 2022 | - |
| ---- | ---- | ---- | ---- | ---- | ---- | ---- | ---- | - |
| 222  | 244  | 236  | 224  | 233  | 222  | 232  | 237  | - |

## Culture locale et patrimoine

### Lieux et monuments
- Église paroissiale de la Nativité-de-la-Vierge. Construite à l'emplacement d'une ancienne église du XVIIIe siècle et agrandie en 1840.
- Ossuaire du XIXe siècle, accolé à l'église.
- Christ de pitié.
- Croix monumentale, située dans la Grande-rue, construite dans la première moitié du XIXe siècle.

### Héraldique
| Blason | Blasonnement : D'azur à la crosse contournée d'or, accostée à dextre d'un A d'argent et à senestre d'un V du même. Commentaires : Crosse évoquant l'abbaye de Saint-Martin-lès-Metz. |

## Pour approfondir